# WWE The Great American Bash
NXT The Great American Bash (La Gran Explosión Ámericana en español) es un evento anual de pago por visión producido inicialmente por la National Wrestling Alliance, después por World Championship Wrestling y finalmente por la empresa de lucha libre profesional World Wrestling Entertainment (WWE). El evento contó con combates entre luchadores de las tres marcas de WWE (RAW, ECW y SmackDown) en las ediciones de 2007, 2008 y 2009. Las ediciones anteriores (2004, 2005 y 2006) fueron exclusivas de la marca SmackDown!. 
The Great American Bash fue incorporado a la programación de PPVs de WWE en 2004, y el nombre terminó reemplazado por The Bash en 2009, el cual es una continuación del evento. Sin embargo, tan solo tuvo una edición, ya que en 2010 fue cancelado en favor de WWE Fatal 4 Way. En 2012, la empresa revivió el evento, pero como una edición especial en vivo de su programa televisado SmackDown por el Día de la Independencia.
En 2020, el nombre se usaría para dos episodios de WWE NXT que se transmitieron el 1 y el 8 de julio, respectivamente.
En 2023 el evento volvió a ser un evento anual exclusivo para WWE Network alrededor del Mundo y Peacock en los Estados Unidos va hacer transmitido el 30 de julio de 2023.

## Ediciones

### WWE The Great American Bash/The Bash (2004-2009)

#### 2004
The Great American Bash 2004 tuvo lugar el 27 de junio de 2004 desde el Norfolk Scope en Norfolk, Virginia.

#### Resultados
- Sunday Night HEAT: Spike Dudley derrotó a Jamie Noble (4:13)
  - Spike cubrió a Noble después de un "Dudley Dog".
- John Cena derrotó a René Duprée, Booker T y Rob Van Dam en una Elimination Fatal 4-way reteniendo el Campeonato de los Estados Unidos de la WWE (15:52)
  - Cena cubrió a RVD con un "Roll-up". (8:19)
  - Booker cubrió a Duprée después de un "FU" de Cena. (11:17)
  - Cena cubrió a Booker después de un "FU". (15:52)
- Luther Reigns (con Kurt Angle) derrotó a Charlie Haas (con Miss Jackie) (7:11)
  - Reigns cubrió a Haas después de un "Reign of Terror".
- Rey Mysterio derrotó a Chavo Guerrero reteniendo el Campeonato Peso Crucero de la WWE (19:40)
  - Mysterio cubrió a Chavo después de revertir el "Gory Bomb" en un "Roll-Up".
- Kenzo Suzuki (con Hiroko) derrotó a Billy Gunn (8:06)
  - Suzuki cubrió a Gunn después de una "Inverted headlock backbreaker".
- Sable derrotó a Torrie Wilson (6:06) 
  - Sable cubrió a Wilson con un "Schoolgirl".
  - Los hombros de Torrie no estaban completamente planos al momento del conteo. A pesar de eso el árbitro realizó el conteo de 3.
- Mordecai derrotó a Hardcore Holly (6:31)
  - Mordecai cubrió a Holly después de un "Crucifixion".
- John "Bradshaw" Layfield derrotó a Eddie Guerrero en un Texas Bullrope match ganando el Campeonato de la WWE (21:06)
  - JBL ganó luego de tocar los cuatro esquineros consecutivamente.
  - Originalmente, se nombró como ganador a Guerrero, pero el General Mánager de SmackDown Kurt Angle, intervino mostrando un video en el que demostró que el hombro-espalda de JBL, ha tocado la última esquina antes que la mano de Guerrero, también indicó que lo que no importa es que parte del cuerpo se toca, sino lo que importa es quien toca primero.
- The Undertaker derrotó a The Dudley Boyz (Bubba Ray y D-Von) (con Paul Heyman) en una "Concrete Crypt" Handicap Match (14:42)
  - Undertaker cubrió a D-Von después de un "Tombstone Piledriver".
  - Después de la lucha, The Undertaker llenó de cemento a Paul Bearer, quien estaba encerrado en una cámara de vidrio. Esta presentación fue motivo de polémica porque se simuló la muerte de una persona en directo a través de la televisión.
  - Paul Bearer no estaba realmente en el evento. La WWE había grabado los primeros planos de portador dentro de las criptas 24 horas antes del PPV. Durante el PPV, había un doble de acción en la cripta todo el tiempo. Es por eso que la audiencia de la televisión solo podía ver al Portador y la cripta estaba en - ya que él no estaba allí, no podían mostrar en realidad a cualquier persona en la pantalla con el portador.

#### 2005
The Great American Bash 2005 tuvo lugar el 24 de julio de 2005 desde el HSBC Arena en Buffalo, New York. El tema oficial fue "Pay the Price" del grupo Eric & The Hostiles.

#### Resultados
- Sunday Night HEAT: Paul London derrotó a Nunzio reteniendo el Campeonato Crucero de la WWE (2:33)
  - London cubrió a Nunzio después de un "London Calling".
- The Legion of Doom (Heidenreich y Road Warrior Animal) derrotaron a MNM (Joey Mercury y Johnny Nitro) (con Melina) ganando el Campeonato en Parejas de la WWE (6:45)
  - Road Warrior Animal cubrió a Mercury después de un Doomsday Device.
- Booker T (con Sharmell) derrotó a Christian (11:37)
  - Booker cubrió a Christian después de un Scissors Kick desde la segunda cuerda.
- Orlando Jordan derrotó a Chris Benoit reteniendo el Campeonato de los Estados Unidos de la WWE (14:23)
  - Jordan cubrió a Benoit con un Roll-Up después de enviarlo a un esquinero sin protección.
- The Undertaker derrotó a Muhammad Hassan (con Daivari y varios hombres de negro) (8:04)
  - Undertaker cubrió a Hassan después de un Chokeslam.
  - Como resultado, Undertaker se transformó en el retador N°1 por el Campeonato Mundial Peso Pesado de la WWE.
  - Después de la lucha, los hombres de negro atacaron a Undertaker pero este al final contraataco y de paso también atacó a Daivari.
  - Después de la lucha, The Undertaker aplicó un Last Ride a Hassan en la entrada del escenario.
- The Mexicools (Super Crazy, Juventud, y Psicosis) derrotaron a The bWo (Big Stevie Cool, The Blue Meanie, y Hollywood Nova) (4:53)
  - Psicosis cubrió a Stevie después de un "Guillotine leg drop".
- Rey Mysterio derrotó a Eddie Guerrero (15:39)
  - Mysterio cubrió a Guerrero con un Inside Cradle.
  - Después del triunfo de Mysterio, Eddie no podría revelar el secreto de Mysterio (Eddie era el padre biológico de Dominick, hijo de Mysterio).
- Melina derrotó a Torrie Wilson (con Candice Michelle como árbitro especial) en una Bra and Panties Match (3:53)
  - Melina le quitó la ropa a Torrie, ganando la lucha.
  - Después de la lucha, Candice le quitó la ropa a Melina y luego ella se quitó la ropa.
- John Bradshaw Layfield (con Orlando Jordan) derrotó al Campeón Mundial Peso Pesado Batista por descalificación (19:47)
  - Batista fue descalificado por golpear a JBL con una silla.
  - Como resultado, Batista retuvo el campeonato.
  - Durante la lucha, Orlando Jordan interfirió a favor de JBL.
  - Después de la lucha, Batista aplicó varios Batista Bombs y pegó varios silletazos, tanto a JBL como a Orlando Jordan.

#### 2006
The Great American Bash 2006 tuvo lugar el 23 de julio de 2006 desde el Conseco Fieldhouse en Indianapolis, Indiana. El tema oficial del evento fue "Lonely Train" del grupo Black Stone Cherry.

#### Resultados
- Dark match: Funaki derrotó a Simon Dean
  - Funaki cubrió a Dean con un "Small package".
- Paul London & Brian Kendrick derrotaron a The Pitbulls (Jamie Noble & Kid Kash) reteniendo el Campeonato por Parejas de la WWE (13:28) 
  - Kendrick cubrió a Kash tras una combinación de "Sunset flip" de Kendrick y "Dropsault" de London.
- Finlay derrotó a William Regal reteniendo el Campeonato de los Estados Unidos de la WWE (13:49)
  - Finlay cubrió a Regal después de golpearlo con su bota.
  - Originalmente, Bobby Lashley iba a ser el oponente de Finlay, pero no pudo luchar debido a que tenía enzimas elevadas en el hígado.
- El Campeón Peso Crucero de la WWE Gregory Helms derrotó a Matt Hardy (11:43)
  - Helms cubrió a Hardy con un "Roll-Up", sujetándolo de sus pantalones.
  - Originalmente, Helms iba a defender el Campeonato Peso Crucero ante Super Crazy, pero Crazy fue reemplazado por Hardy debido a problemas en el hígado.
- The Undertaker derrotó al Campeón Mundial de la ECW The Big Show en una  Punjabi Prision Match (21:35)
  - Undertaker ganó escapando de la estructura.
  - Esta fue la primera Punjabi Prision Match en la WWE
  - El Campeonato Mundial de la ECW de Big Show no estuvo en juego.
  - Originalmente, The Great Khali estaba por enfrentarse al Undertaker, pero fue reemplazado por el Big Show debido a una decisión del gerente general de Smackdown Theodore Long a último minuto antes de la pelea.
- Ashley Massaro derrotó a Kristal Marshall, Jillian Hall, y Michelle McCool en una Fatal Four-Way Bra and Panties Match (5:17)
  - Ashley ganó quitándole la ropa a Kristal.
- Mr. Kennedy derrotó a Batista por descalificación (8:38)
  - Batista fue descalificado por negarse a retirar una "Corner foot choke" a Kennedy.
  - Originalmente, Mark Henry iba a ser el oponente de Batista, pero fue reemplazado por Kennedy debido a una lesión en la rodilla, sufrida en Saturday Night's Main Event una semana antes del evento.
- King Booker (con Queen Sharmell) derrotó a Rey Mysterio ganando el Campeonato Mundial Peso Pesado (16:46)
  - Booker cubrió a Mysterio después de que Chavo Guerrero golpeara a Mysterio con una silla.

#### 2007
The Great American Bash 2007 tuvo lugar el 22 de julio de 2007 desde el HP Pavilion en San José, California. El tema oficial del evento fue "The Church of Hot Addiction" por la banda Cobra Starship.

#### Resultados
- Dark Match: Chuck Palumbo derrotó a Chris Masters
  - Palumbo cubrió a Masters.
- Montel Vontavious Porter derrotó a Matt Hardy reteniendo el Campeonato de los Estados Unidos de la WWE (12:54)
  - MVP cubrió a Matt después de un "Playmaker".
- Hornswoggle derrotó a Chavo Guerrero (c), Jimmy Wang Yang, Shannon Moore, Funaki y Jamie Noble ganando el Campeonato Peso Crucero de la WWE (6:57)
  - Hornswoggle cubrió a Noble después de un "Tadpole Splash".
  - Esta fue la última vez que se defendió el campeonato crucero.
- Carlito derrotó a The Sandman en un Singapore Cane On A Pole Match (5:30)
  - Carlito cubrió a Sandman después de una "Back Stabber".
- Candice Michelle derrotó a Melina reteniendo el Campeonato Femenino (6:21)
  - Candice cubrió a Melina después de un "Candywrapper".
- Umaga derrotó a Jeff Hardy reteniendo el Campeonato Intercontinental de la WWE (11:19)
  - Umaga cubrió a Jeff después de un "Samoan Spike".
- John Morrison derrotó a CM Punk reteniendo el Campeonato Mundial de la ECW (7:50)
  - Morrison cubrió a Punk con un "Roll-Up".
- Randy Orton derrotó a Dusty Rhodes en un Texas Bullrope Match (5:38) 
  - Orton cubrió a Rhodes después de golpearlo con el cernero de la cuerda.
  - Después de la lucha, Orton intentó atacar a Rhodes, pero Cody Rhodes logró salvarlo.
- The Great Khali (con  Ranjin Singh) derrotó a Batista y Kane reteniendo el Campeonato Mundial Peso Pesado (10:02)
  - Khali cubrió a Kane después de una "Giant Chokeslam".
  - Originalmente Edge iba a defender su  campeonato ante Kane mientras Batista y Khali se iban a enfrentar en una lucha no titular, pero debido a una lesión, Edge se vio obligado a dejar el campeonato vacante hasta que Khali lo ganó en una battle royal días antes del evento.
- John Cena derrotó a Bobby Lashley reteniendo el Campeonato de la WWE (18:11)
  - Cena cubrió a Lashley después de un "FU" desde la tercera cuerda.
  - Después de la lucha ambos se dieron la mano en señal de respeto.

#### 2008
The Great American Bash 2008 tuvo lugar el 20 de julio de 2008 desde el Nassau Coliseum en Uniondale, New York. El tema oficial fue "Move to The Music" por el grupo American Bang. Este fue el último evento de pague por visión con la clasificación TV-14 y el último PPV de la Ruthless Aggression Era.

#### Resultados
- Dark match: Umaga derrotó a Mr. Kennedy (4:00)
  - Umaga cubrió a Mr. Kennedy después de un "Samoan Spike".
- Zack Ryder & Curt Hawkins derrotaron a John Morrison & The Miz (c), Finlay & Hornswoggle y Jesse & Festus en una Fatal Four Way Match ganando el Campeonato en Parejas de la WWE (9:05)
  - Hawkins cubrió a Jesse después de lanzarlo desde la esquina.
- Shelton Benjamin derrotó a Matt Hardy ganando el Campeonato de los Estados Unidos de la WWE (9:33)
  - Benjamin cubrió a Matt después de un "Paydirt".
- Mark Henry (c/Tony Atlas) derrotó a Tommy Dreamer (c/Colin Delaney) reteniendo el Campeonato de la ECW (5:29)
  - Henry cubrió a Dreamer después de un "World's Strongest Slam".
  - Durante la lucha, Colin Delaney intervino a favor de Dreamer; avanzado el combate, Delaney le traicionó y le atacó.
- Chris Jericho derrotó a Shawn Michaels (18:18)
  - Jericho ganó la lucha cuando el árbitro detuvo el combate debido a que Michaels comenzó a sangrar profusamente.
  - Después de la lucha siguiente, Jericho anunció que Michaels había resultado con la retina dañada (kayfabe), por lo que ese (según Jericho) fue su último combate.
- Michelle McCool derrotó a Natalya ganando el Campeonato de Divas de la WWE (4:41)
  - McCool forzó a Natalya a rendirse con una "Heel Hook".
  - Esta lucha coronó a la primera campeona.
  - Después de la lucha, Eve Torres y Cherry salieron a felicitar a McCool.
- El Campeón Mundial Peso Pesado CM Punk y Batista lograron una doble descalificación (11:10)
  - El árbitro decidió descalificar a ambos después de que Kane acudiera a atacarlos, aplicando un "Big Boot" a Batista y una "Chokeslam" a CM Punk.
  - Después de la lucha, Batista aplicó un "Batista Bomb" a Punk.
  - Como resultado, Punk retuvo el campeonato.
- John "Bradshaw" Layfield derrotó a John Cena en un NYC Parking Lot Brawl (14:36)
  - JBL cubrió a Cena después de lanzarlo contra el parabrisas de un coche.
- Triple H derrotó a Edge reteniendo el Campeonato de la WWE (16:48)
  - Triple H cubrió a Edge después de un "Pedigree".
  - Durante la lucha Alicia Fox y Vickie Guerrero acudieron a interferir, ayudando a Edge y a Triple H, respectivamente.
  - Durante la lucha, Edge aplicó una "Spear" a Vickie accidentalmente.

### The Bash (2009)
La edición de 2009, estaba pactada para el domingo 28 de junio en Sacramento, California, pero meses antes de la realización del evento, el nombre fue cambiado a The Bash, abandonando el concepto anterior de The Great American Bash. Sin embargo, el evento es considerado oficialmente como una continuación, no un evento totalmente distinto.